# فنل هال
فنل هال (انگلیسی: Faneuil Hall) یا فانل هال یک مرکز خرید و محل اجتماع مردم شهر بوستون از سال ۱۷۴۳، یک سال پس از ساخت آن بوده‌است. این مرکز در نزدیکی مرکز فرماندهی ایالت ماساچوست است.
برخی از سخنرانی‌های مهم و تاریخی از جمله سخنرانی ساموئل آدامز، جیمز اوتیس و دیگر کسانی که خواهان آزادی آمریکا از پادشاهی بریتانیای کبیر بوده‌اند در این مرکز نطق شده‌است بدین جهت این مکان به نام گهواره آزادی نیز شهرت دارد. در سال ۲۰۰۸ میلادی این مکان توسط مجله اقتصادی فوربز از میان بیست‌وپنج مکان پربازدید گردشگران داخلی و خارجی به عنوان چهارمین مکان پربازدید ایالات متحده معرفی شد. این مرکز در سال ۱۹۶۰ میلادی به عنوان یکی از سازه‌ها و امکان تاریخی مهم ایالات متحده ثبت ملی شد.

## نگارخانه

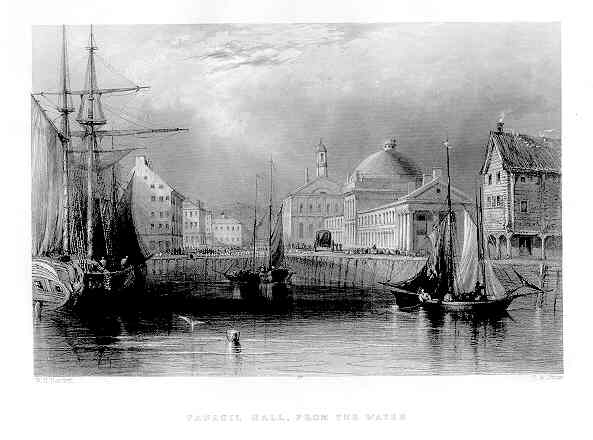
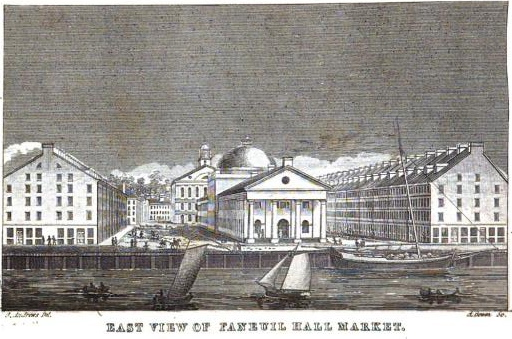
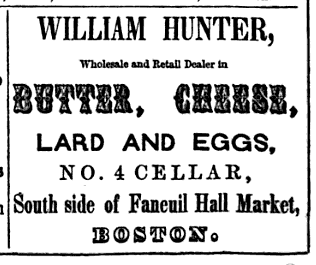
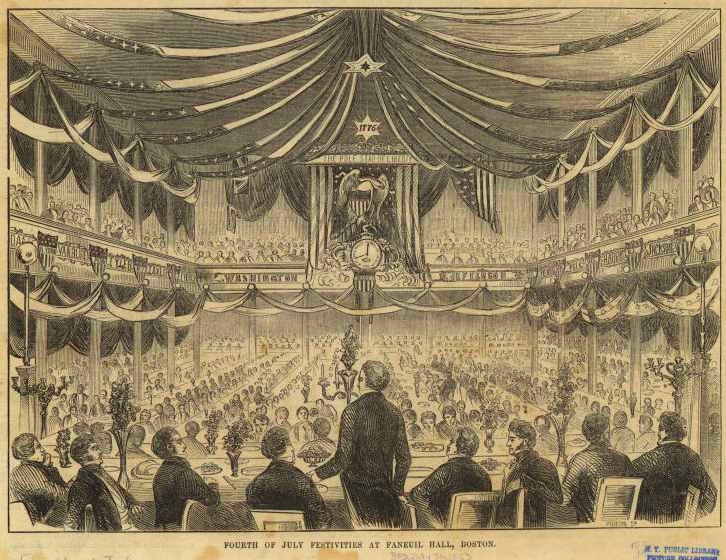
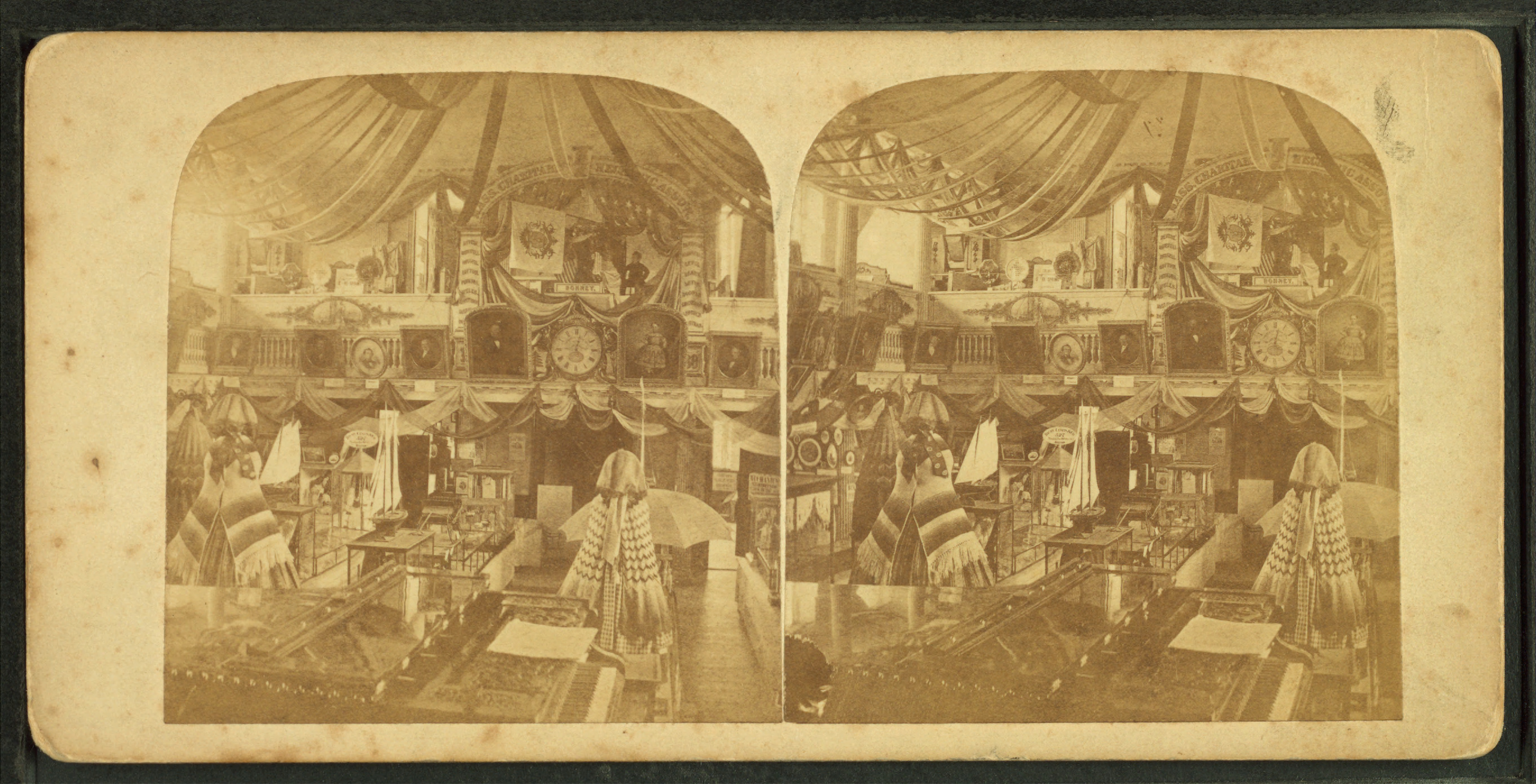
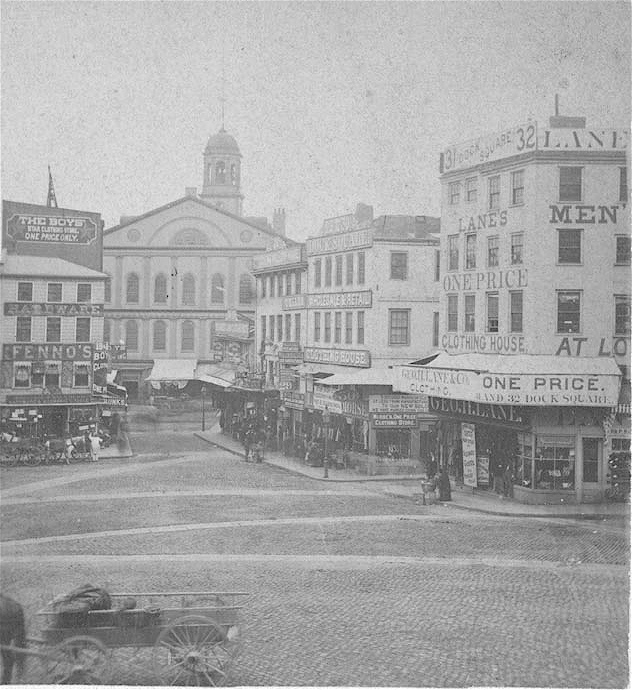
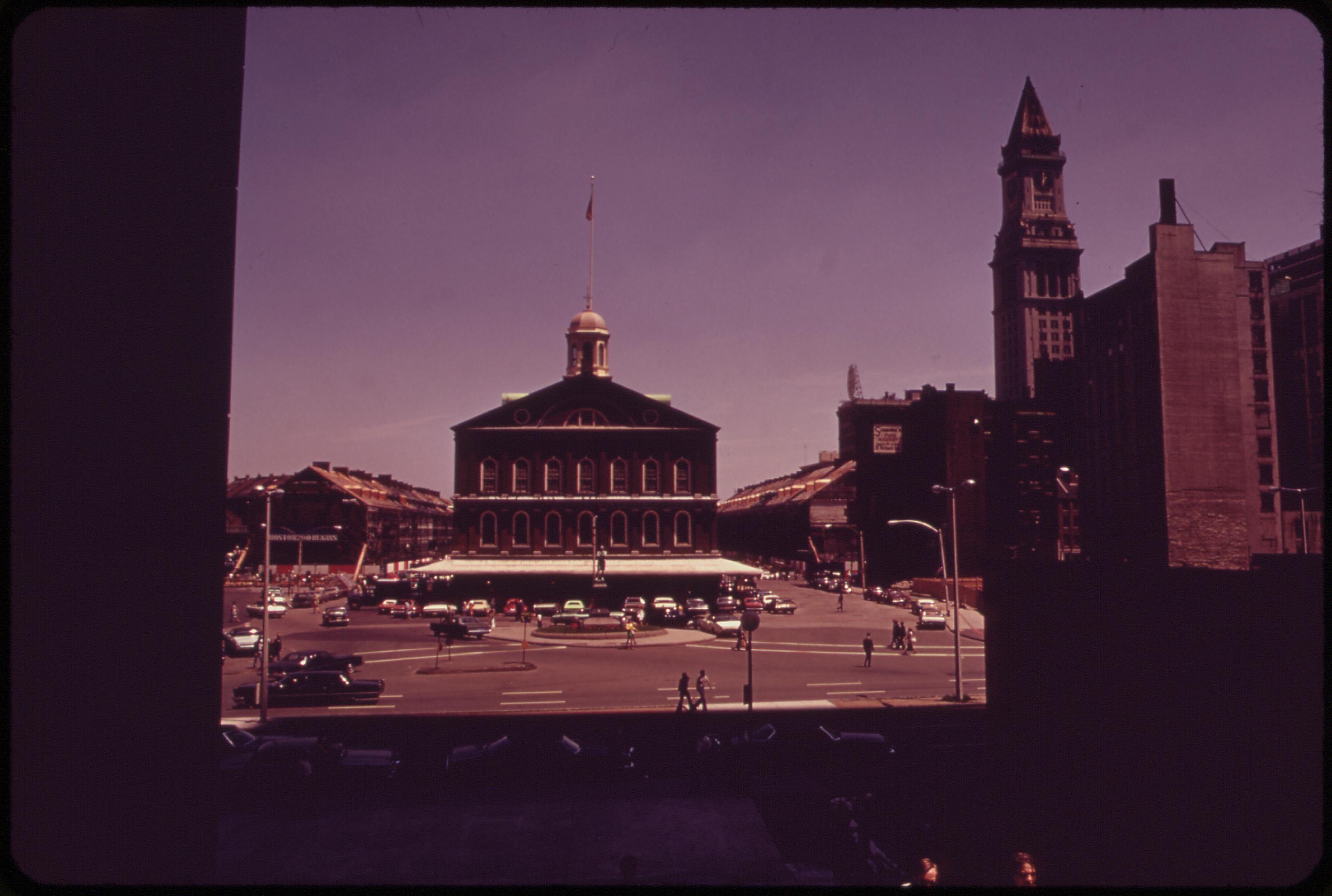
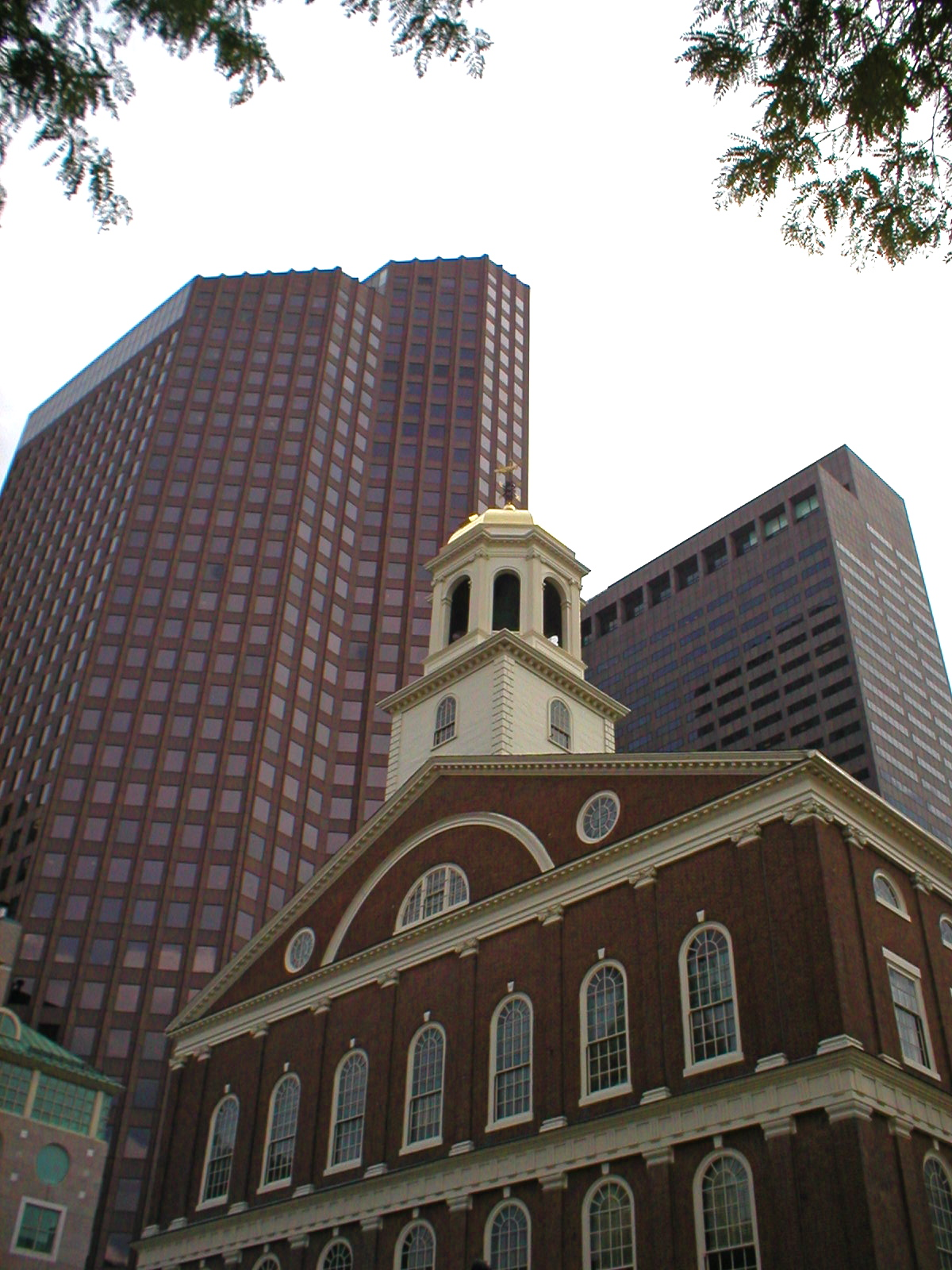
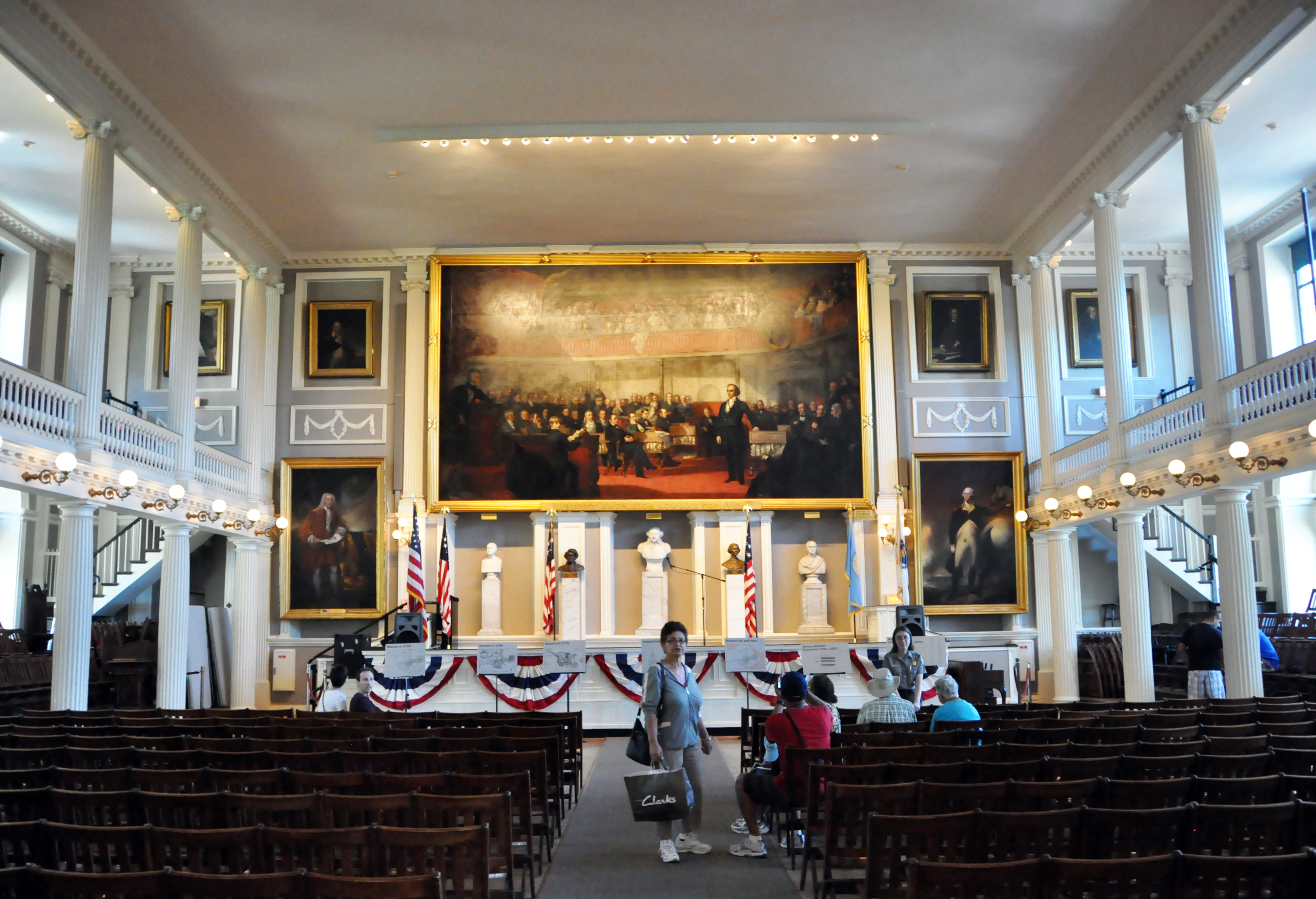
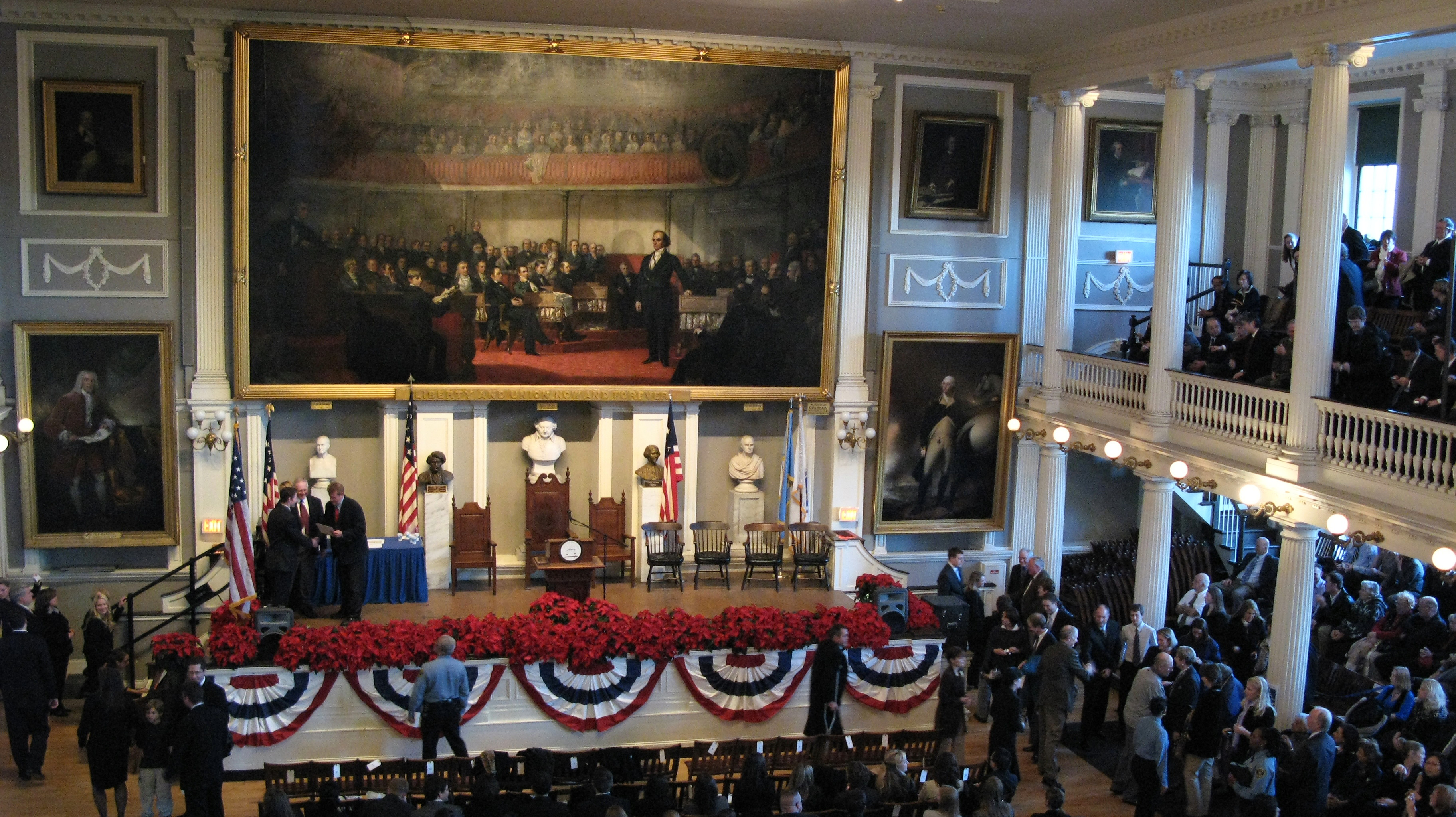
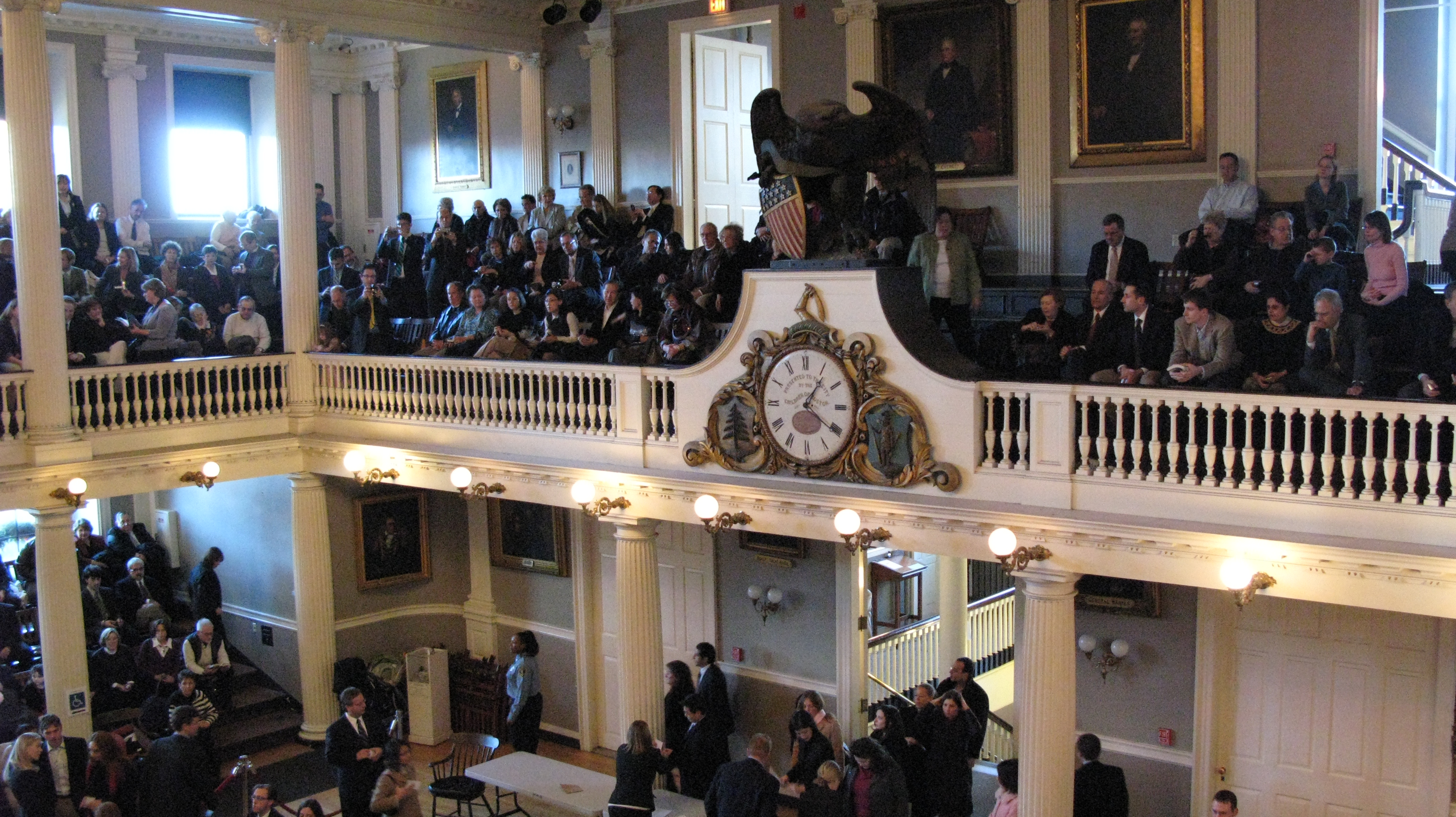
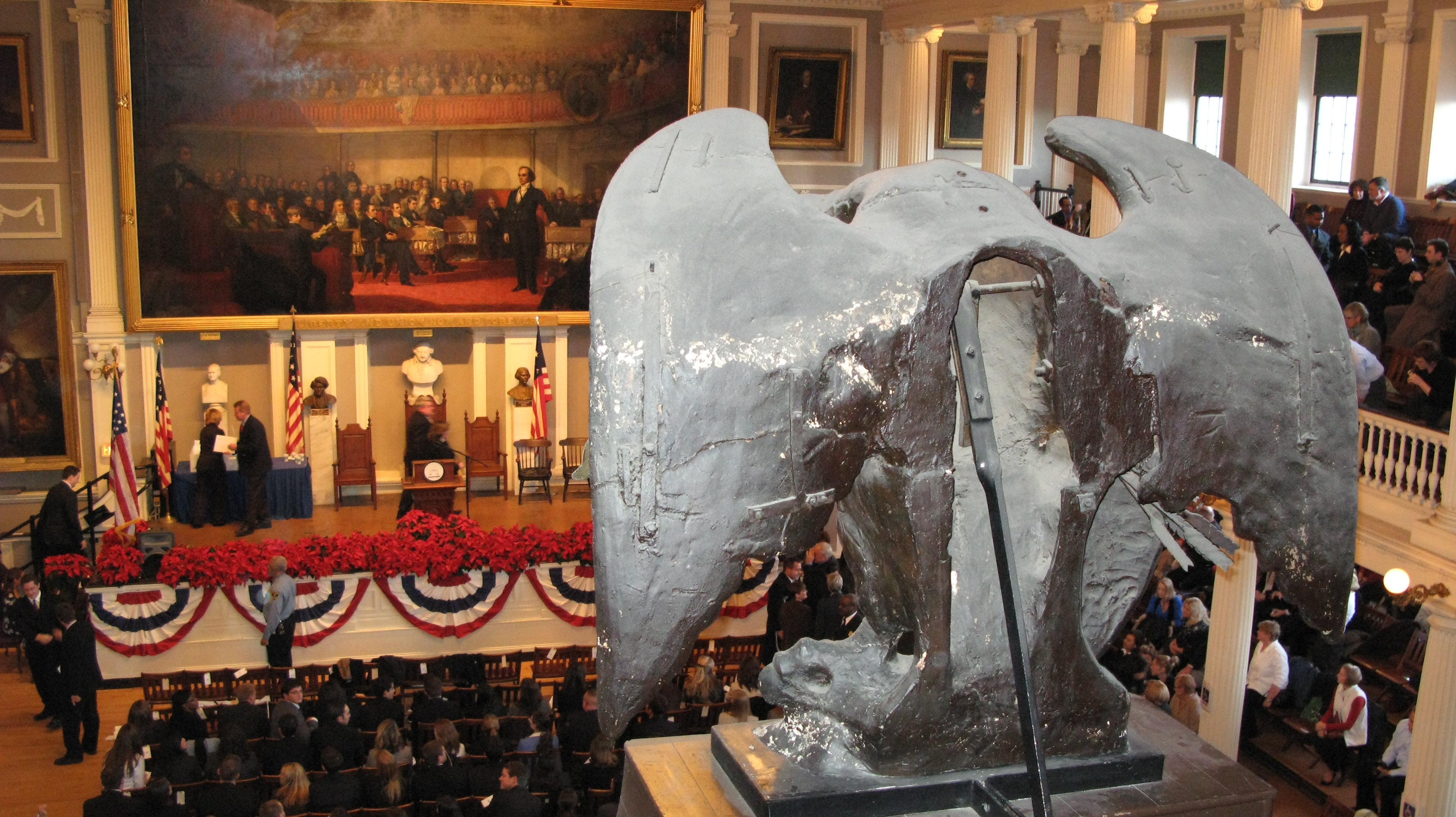
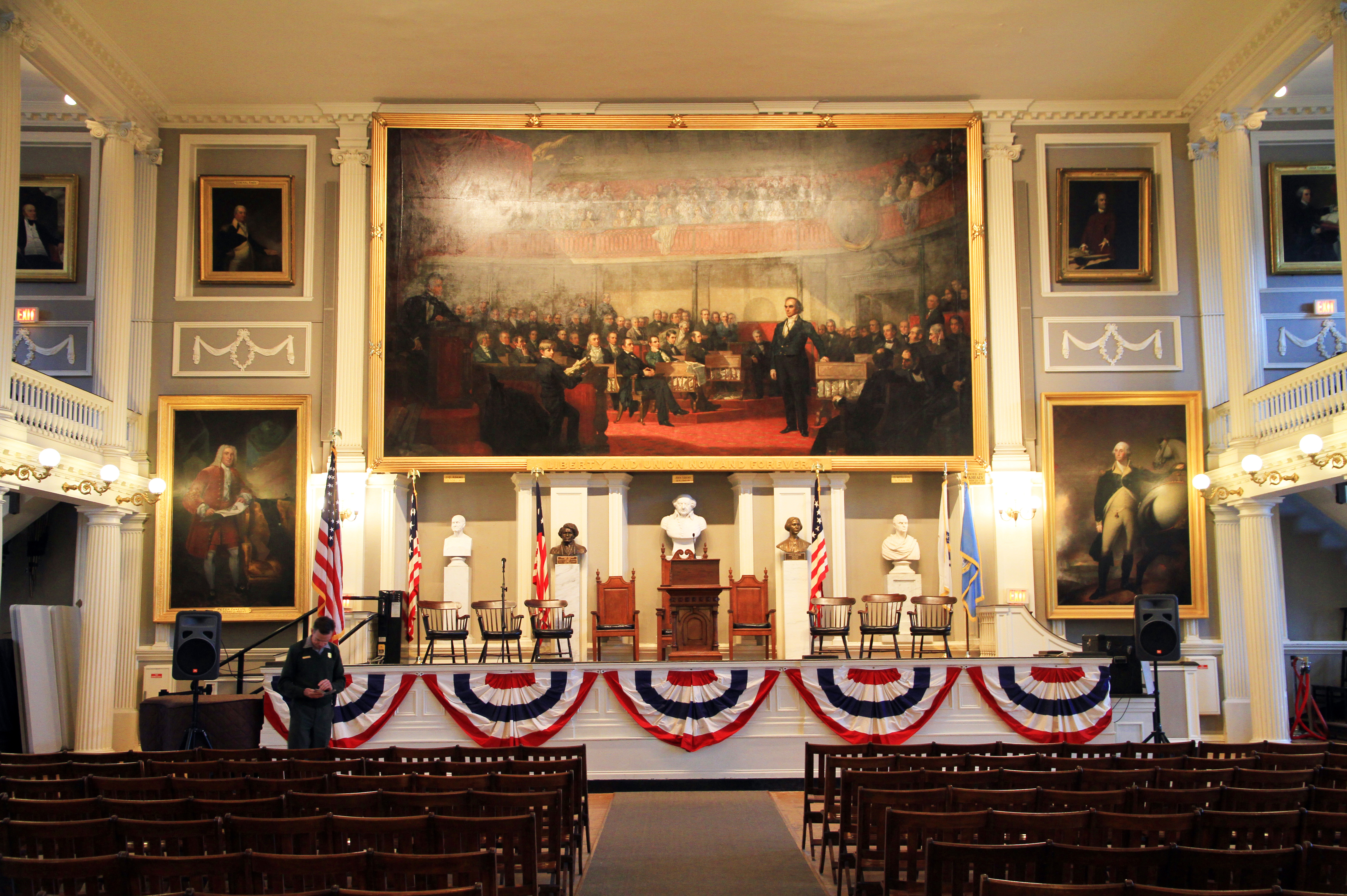
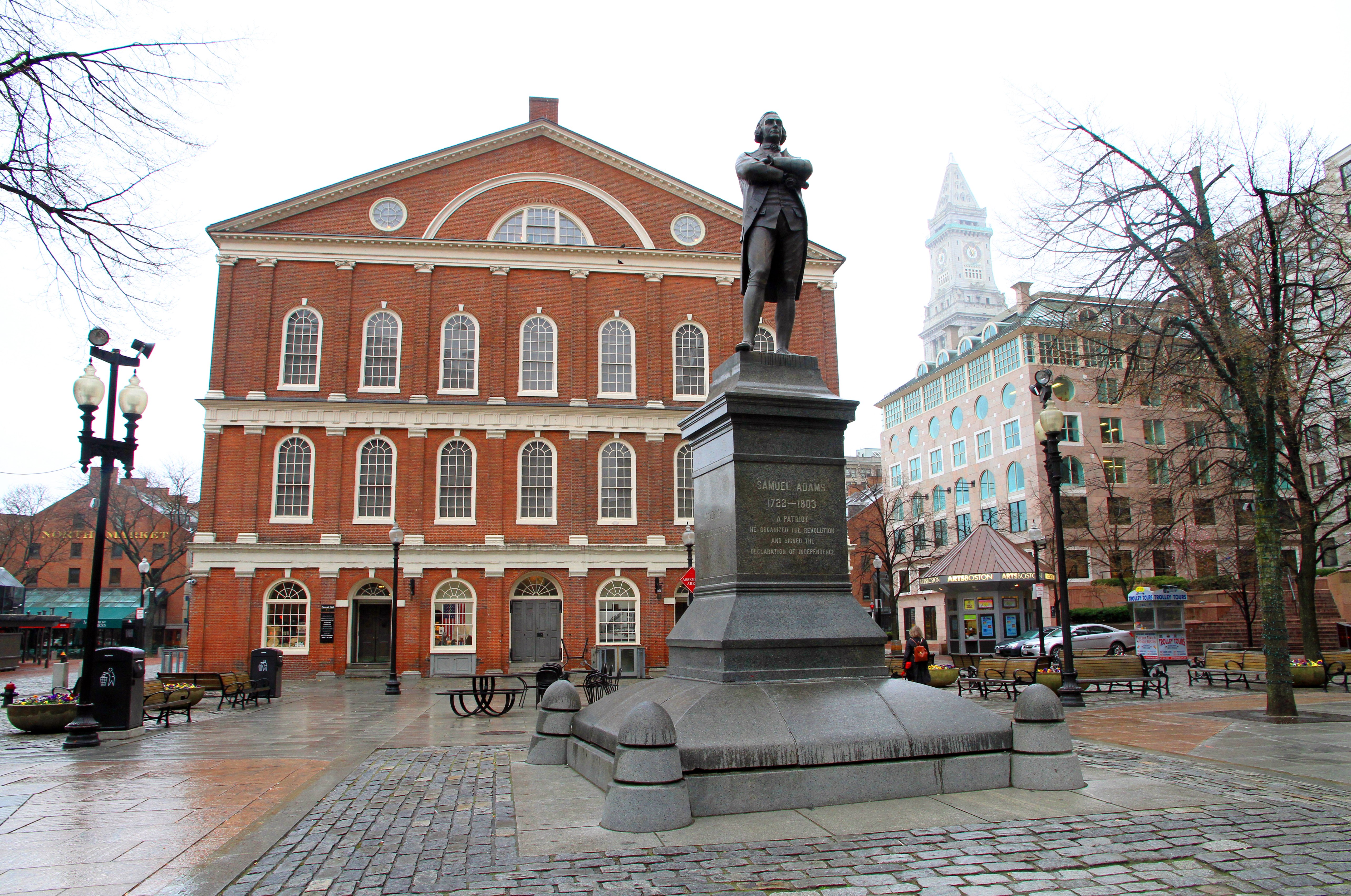